# Culex vagans
Culex vagans är en tvåvingeart som beskrevs av Christian Rudolph Wilhelm Wiedemann 1828. Culex vagans ingår i släktet Culex och familjen stickmyggor. Inga underarter finns listade i Catalogue of Life.